# Terry Rocavert
Terry Rocavert, né le 21 octobre 1954 à Sydney, est un ancien joueur de tennis professionnel australien.

## Carrière
Il est principalement connu pour son match contre John McEnroe au deuxième tour du Tournoi de Wimbledon en 1980. En effet, Rocavert menait deux sets à un et avait un mini-break d'avance dans le tie-break du quatrième set mais il finit par s'incliner sur le score de 4-6, 7-5, 6-70, 7-6, 6-3.
Sur le circuit ATP, il a atteint une finale à Columbus et une demi à Hobart en 1980, un quart à Atlanta en 1979 et à Hobart et au Caire en 1980. Il a aussi participé aux demi-finales de l'Open d'Australie 1979 en double avec John James.
Il est devenu entraîneur de tennis après sa carrière et a notamment collaboré avec Jason Stoltenberg, Todd Woodbridge, Rachel McQuillan et Rennae Stubbs pendant les années 1980.

## Palmarès

### Finale en simple messieurs
| No | Date       | Nom et lieu du tournoi                       | Catégorie | Dotation | Surface    | Vainqueur   | Score    |  |
| -- | ---------- | -------------------------------------------- | --------- | -------- | ---------- | ----------- | -------- |  |
| 1  | 04-08-1980 | Tournoi de tennis de Columbus, Columbus (OH) |           | 75 000 $ | Dur (ext.) | Robert Lutz | 6-4, 6-3 |  |

## Parcours dans les tournois duGrand Chelem

### En simple
| Année | Open d'Australie | Open d'Australie | Internationaux de France | Internationaux de France | Wimbledon       | Wimbledon  | US Open         | US Open     | Open d'Australie | Open d'Australie |
| ----- | ---------------- | ---------------- | ------------------------ | ------------------------ | --------------- | ---------- | --------------- | ----------- | ---------------- | ---------------- |
| 1977  | —                | —                | 1er tour (1/64)          | J.-F. Caujolle           | —               | —          | —               | —           | 1er tour (1/64)  | J. Andrew        |
| 1978  | n.o.             | n.o.             | 2e tour (1/32)           | P. McNamee               | 1er tour (1/64) | A. Stone   | —               | —           | 1er tour (1/64)  | G. Vilas         |
| 1979  | n.o.             | n.o.             | —                        | —                        | —               | —          | 2e tour (1/32)  | T. Gorman   | 1er tour (1/64)  | R. Moore         |
| 1980  | n.o.             | n.o.             | 2e tour (1/32)           | D. Naegelen              | 2e tour (1/32)  | J. McEnroe | 1er tour (1/64) | F. González | 1er tour (1/64)  | M. Estep         |

N.B. : à droite du résultat se trouve le nom de l'ultime adversaire.

### En double
| Année | Open d'Australie | Open d'Australie | Internationaux de France   | Internationaux de France | Wimbledon                   | Wimbledon            | US Open                     | US Open      | Open d'Australie           | Open d'Australie        |
| ----- | ---------------- | ---------------- | -------------------------- | ------------------------ | --------------------------- | -------------------- | --------------------------- | ------------ | -------------------------- | ----------------------- |
| 1977  | —                | —                | —                          | —                        | —                           | —                    | —                           | —            | 2e tour (1/16) J. Bartlett | J. Newcombe T. Roche    |
| 1978  | n.o.             | n.o.             | 2e tour (1/16) P. McNamara | W. Fibak T. Okker        | 1er tour (1/32) P. McNamara | C. Hagey T. Wilkison | —                           | —            | 1er tour (1/32) D. Carter  | L. Palin P. Campbell    |
| 1979  | n.o.             | n.o.             | —                          | —                        | —                           | —                    | 1er tour (1/32) A. Gardiner | T. Gullikson | 1/2 finale J. James        | P. McNamara P. McNamee  |
| 1980  | n.o.             | n.o.             | 2e tour (1/16) J. James    | M. Edmondson K. Warwick  | —                           | —                    | —                           | —            | 2e tour (1/16) J. Smith    | M. Edmondson K. Warwick |

N.B. : le nom du ou de la partenaire se trouve sous le résultat ; le nom des ultimes adversaires se trouve à droite.